# The Perils of Pauline (1914)
The Perils of Pauline (bra: Os Perigos de Paulina, ou As Aventuras de Elaine) é um seriado estadunidense exibido semanalmente, produzido em 1914 e estrelado por Pearl White no papel principal. A personagem "Pauline" tem sido citada como o clássico exemplo da “donzela em apuros”, um clichê utilizado em vários seriados, apesar de algumas análises dizerem que ela era menos frágil e mais extrovertida do que o estereótipo clássico de donzela.
Pauline era ameaçada por vilões, incluindo piratas e índios norte-americanos. Ao contrário do que se acredita popularmente, nem Pauline, nem sua sucessora, The Exploits of Elaine, usaram o chamado "cliffhanger", formato em que cada episódio da série terminava com um perigo, retomado no início do próximo episódio. Apesar de cada vez Pauline ser colocada em uma situação que poderia resultar em sua morte, o fim do episódio mostrava como ela fora resgatada, ou como teria escapado do perigo.

## Sinopse
A história de Pauline se passa após seu protetor, Sr. Marvin, falecer, deixando-lhe uma herança que ficaria aos cuidados de seu secretário, Sr. Koerner, até o casamento de Pauline. Ela quer adiar esse enlace, pois deseja participar de várias aventuras, e o Sr. Korner se aproveita da situação, tentando fazer com que Pauline acabe sendo vítima das perigosas aventuras a que ela se submete, desejando ele mesmo ficar com a herança.

## Produção

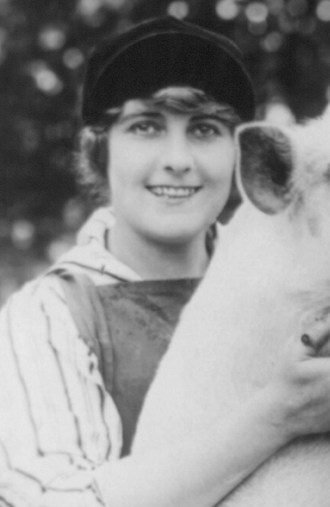
Pearl White, atriz principal de “The Perils of Pauline”.

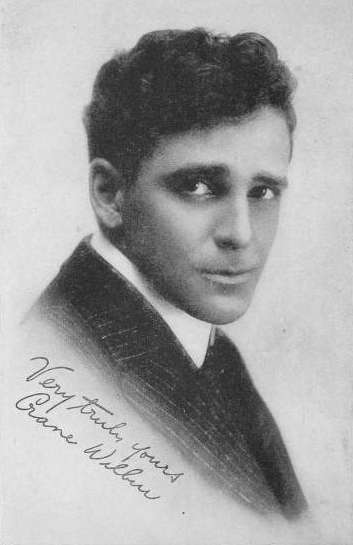
Crane Wilbur, protagonista do seriado, se notabilizaria na área do cinema e da dramaturgia estadunidense, atuando na direção e roteiro cinematográfico até os anos 1960.

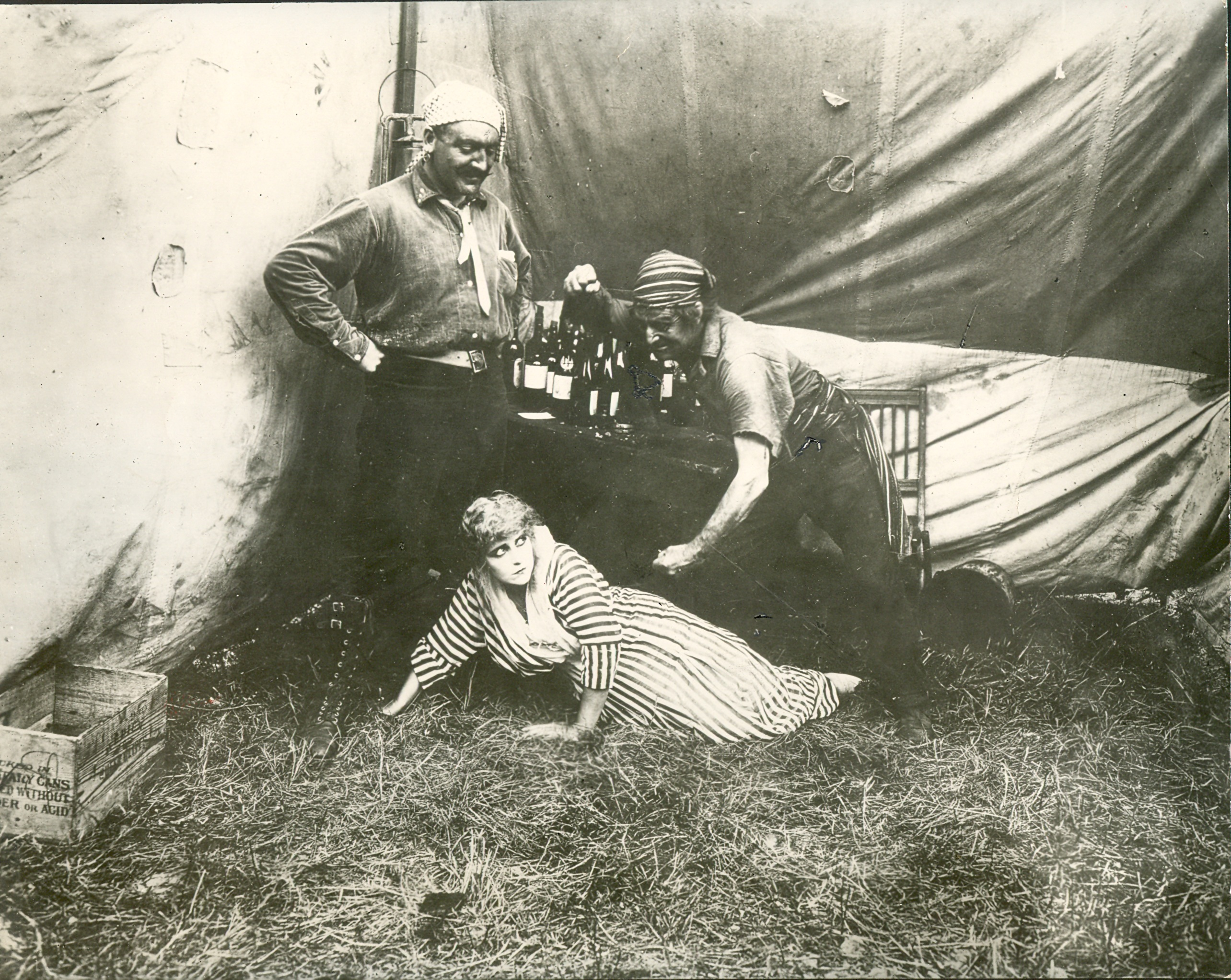
Cena do seriado

E. A. McManus, da Hearst Chain foi quem previu o sucesso que seria o seriado. Ele se filiou à Pathé para a produção, sendo que foi a primeira incursão da Pathé nesse meio, sendo portanto, o primeiro seriado da Pathé.
William Randolph Hearst esteve envolvido no enredo, e esteve presente na estreia, que ocorreu no Loew's Broadway Theatre, em 23 de março de 1914;  o lançamento definitivo foi em 1º de abril de 1914. A data da première foi referida em "The Truth About Pearl White", de Wallace E. Davis.
Pearl White protagonizou suas próprias cenas de perigo, e se expôs a consideráveis riscos. Em uma cena de balão, foi acidentalmente carregada através das ruas de Nova York, parando muitas milhas adiante. Em outra situação, suas costas foram permanentemente feridas em uma queda.
O seriado teve 20 episódios, e após o lançamento foi reapresentado diversas vezes no cinema, às vezes em edições mais curtas, nos anos 20. Atualmente, sabe-se que existe apenas uma versão, mais curta, lançada na Europa em 1916.
Em 2008, The Perils of Pauline foi selecionado para ser recuperado e preservado pelo United States National Film Registry, da Library of Congress, como sendo de sigificativo valor cultural, histórico e estético.
Os capítulos de Pauline que sobreviveram se tornaram, de certa forma, cômicos, mediante os erros gramaticais presentes nos títulos e diálogos, repletos de enganos de pontuação e expressões estranhas. A Pathé exportara o filme para a França, que o cortara e adaptara para suas próprias necessidades, traduzindo-o para a língua francesa. Posteriormente, quando o valor dos seriados foi resgatado, foram novamente transcritos para a lingua inglesa. Os erros decorrentes de tal situação foram atribuidos a Louis J. Gasnier, diretor e supervisor de produção. Gasnier, como foi explicado pelo ator Crane Wilbur, cometeu enganos lingüísticos que confundiram os técnicos franceses. Em ambos os casos, as expressões contém títulos decorrentes da  retradução mal feita.
O termo "cliffhanger" (literalmente “pendurado no abismo”), que passou a ser usado como sinônimo para as cenas de extremo suspense, pode ter se originado com o seriado, devido a muitos episódios terem sido filmados em torno de New Jersey Palisades, cujos precipícios inspiraram as cenas de perigo iminente. Uma das mais famosas cenas de Pauline foi filmada na curva Ingham Run em New Hope, Pennsylvania, na Reading Company's New Hope Branch (atualmente linha New Hope e Ivyland Railroad), e o local passou a ser conhecido como "Pauline's Trestle". A estrada de ferro é uma atração turística, no trecho de New Hope a Lahaska, Pennsylvania, cruzando sobre a estrutura original. Contrariando a crença popular, no entanto, a cena não mostrava Pauline amarrada nos trilhos.
Milton Berle defendia The Perils of Pauline como o primeiro filme em que atuou, personificando um garoto, apesar de nunca ter sido identificado realmente. O seriado ficou marcado, também, como um dos primeiros trabalhos de cinematografia de Arthur C. Miller, que foi trasnferido para o projeto pelo departamento da Pathé.
Pathé, a companhia francesa que durante a primeira metade do século XX foi considerada a maior produtora cinematográfica do mundo, estabeleceu seu estúdio na América, em Jersey City, Nova Jersey em 1910, e também estabeleceu a Eclectic Film Company como uma companhia distribuidora subsidiária dirigida aos produtos americanos e europeus. Pauline foi a primeira produção americana da Pathé sob o nome da Eclectic.
O perigo final de Pauline a mostrava sentada em um barco alvo enquanto a marinha abria fogo contra ela. A ideia foi usada, também, em To the Shores of Tripoli (1942, Fox).

## Crítica
The Perils of Pauline foi um “excelente seriado”, de acordo com o Motion Picture Herald.

## Sequências e refilmagem
Do sucesso de Pauline resultou o seriado The Exploits of Elaine, também estrelado por White. Muitas imitações e paródias se sucederam, ocasionando a idade do ouro do seriado americano.
O título The Perils of Pauline foi usado pela Universal Studios para o seriado The Perils of Pauline, de 1933, com um roteiro diferente, e para a comédia The Perils of Pauline, em 1967. Em 1947, foi realizado pela Paramount Pictures o filme também denominado The Perils of Pauline, uma comédia em que a personagem principal, a atriz Pearl White é interpretada por Betty Hutton.

## Paródias
Terrytoons produziu uma animação curta de Mighty Mouse, intitulada The Perils of Pearl Pureheart. Referências aos Perils of Pauline apareceram nos anos 60, nos desenhos animados Dudley Do-Right e The Perils of Penelope Pitstop.

## Elenco
- Pearl White .... Pauline Marvin
- Crane Wilbur .... Harry Marvin
- Paul Panzer .... Koerner/ Raymond Owen
- Edward José .... Sanford Marvin
- Francis Carlyle .... Hicks
- Clifford Bruce .... Gypsy Leader
- Donald MacKenzie .... Blinky Bill
- Jack Standing .... Summers
- Eleanor Woodruff .... Lucille
- Lucille Sampson
- Leroy Baker
- Louise Du Pre
- Oscar Nye
- Sam J. Ryan	 ...	Baskinelli (creditado Sam Ryan)
- Louis J. Gasnier	 ...	Ele mesmo [Cap. 9]
- Joe Cuny
- Spencer Gordon Bennet ... pequeno papel

## Capítulos
Nem todos os capítulos são conhecidos, e muitos foram perdidos.
1. “Through Air and Fire”
2. “The Goddess of the Far East”
3. “The Pirate’s Treasure”
4. Desconhecido
5. “The Aerial Wire”
6. “The Broken Wing”
7. “A Tragic Plunge”
8. “The Reptile Under the Flowers”
9. “The Floating Coffin”

## Seriado no Brasil
No Brasil, o seriado também recebeu o nome de Aventuras de Elaine. Apesar de haver o outro seriado denominado The Exploits of Elaine, também com Pearl White, o que pode ter gerado confusão, o nome dos primeiros capítulos em língua portuguesa confere com o nome dos capítulos de The Perils of Pauline:
1. Trágica Ascensão
2. A Deusa do Far-West
3. O Tesouro Perdido
4. A Curva da Morte
5. O Cabo Aéreo

Segundo a revista A Scena Muda de 1940, o seriado recebeu o nome, no Brasil, de Os Perigos de Paulina.